# 黃金翡翠台
黃金翡翠台（英語：Golden Jade）是香港電視廣播有限公司擁有的一條以播放經典電視劇為主的頻道。該頻道主要以播放香港無綫電視所製播的經典電視劇為主。亦會播放麗的/亞視在1970年代至2000年代期間製作的電視劇。

## 歷史與發展
2022年4月17日，黃金翡翠台開播，主打七十至九十年代的劇集，原經典台則改為「千禧經典台」，播映2000年至今的TVB自製節目。

## 外部連結
- 官方網站EPG （页面存档备份，存于）（繁體中文）